# Englio Gaona Ospina
Englio Gaona Ospina, amb nom de guerra Bertil (? - departament de Tolima, 2008) fou un guerriller colombià, militant de les FARC. Era considerat l'enllaç de comunicacions entre el bloc oriental de la guerrilla i el secretariat (comandament central).
Ospina milità durant 26 anys a les FARC. La primera acció documentada que es té constància és de l'any 1983, quan participà en una emboscada a una patrulla de la PONAL quan feia un desplaçament pel riu Vaupés, a la localitat de Guaviare.
El 24 de desembre de 2008, fou assassinat per la Sisena Brigada de l'Exèrcit colombià en un enfrontament succeït a les muntanyes del departament de Tolima, a Colòmbia.
El ministre de defensà colombià, Juan Manuel Santos, afirmà poc després de l'emboscada que el front que encapçalava Ospina, que va arribar a comptar amb uns 105 efectius, havia quedat reduït a uns 10 individus, si es tenien en compte les més de 50 desercions, 25 detencions i 15 morts en combat.